# Ofspor
Ofspor je turecký fotbalový klub z města Of v provincii Trabzon, který byl založen v roce 1968. Svá domácí utkání hraje na stadionu Of İlçe Stadyumu. Klubové barvy jsou bordó a modrá. V sezóně 2012/13 se umístil na 16. (sestupovém) místě turecké třetí ligy Spor Toto 2. Lig.